# Mírábáí
Mírábáí (1498? Kudki, Rádžasthán — 1547? Dwarka, Gudžarát) byla indická básnířka a mystička. Její básně a písně oslavovaly zejména boha Krišnu. Krišnu oslavovala jako "božského milence", takže její básně jsou i erotické. Roku 2018 vyšel první výbor z jejího díla v češtině, nazvaný Mé srdce splyne s tvým.

## Život
O jejím životě je známo málo, obvykle se rekonstruuje ze zmínek v jejích textech, jež jsou doplňovány řadou legend. Dle tradice byla rádžputskou princeznou. Vdala se za korunního prince Bhodža Rádže, který však roku 1521 zemřel v bitvě. Po manželově smrti se postavila rodině, zřekla se bohatství, toulala se zemí a stýkala se s jinými potulnými mystiky. Rodina jí snad dokonce usilovala o život, neboť jí takto kazila pověst. Psala během svých potulek básně a písně k poctě Krišny, připisována je jí takřka tisícovka těchto písní, které jsou v Indii oblíbené dodnes. Podle legendy nakonec roku 1547 zázračně splynula s podobou (v originálu "idol", tj. múrti) Krišny v chrámu, obklíčena pochopy své rodiny, kteří ji měli přivést zpět na královský dvůr.